# Kimnata
Kimnata (ukr. Кімната) – wieś na Ukrainie, w obwodzie  tarnopolskim, w rejonie krzemienieckim, w hromadzie Krzemieniec. W 2001 roku liczyła 873 mieszkańców.
Do 2009 roku nosiła nazwę Komnatka (ukr. Кімнатка, Kimnatka).
Za II RP Komnatka stanowiła gromadę w gminie Bereżce w powiecie krzemienieckim. Północną część wsi stanowi dawniej odrębna wieś Zielona (ukr. Зелена, Zełena).